# Доброгощ (Нижньосілезьке воєводство)
Доброгощ (пол. Dobrogoszcz) — село в Польщі, у гміні Стшелін Стшелінського повіту Нижньосілезького воєводства.
Населення — 191 особа (2011).
У 1975-1998 роках село належало до Вроцлавського воєводства.

## Демографія
Демографічна структура станом на 31 березня 2011 року:
|          | Загалом | Допрацездатний вік | Працездатний вік | Постпрацездатний вік |
| -------- | ------- | ------------------ | ---------------- | -------------------- |
| Чоловіки | 86      | 19                 | 57               | 10                   |
| Жінки    | 105     | 17                 | 61               | 27                   |
| Разом    | 191     | 36                 | 118              | 37                   |